# Rastila
Rastila (Zweeds: Rastböle) is een station van de metro van Helsinki.
Het station, dat geopend is op 31 augustus 1998, is bovengronds gelegen. Het is het tweede station van de oostelijke aftakking en ligt twee kilometer ten oosten van het metrostation van Puotila. 1,2 kilometer verderop ligt Vuosaari.
Kivenlahti · 
Espoonlahti · 
Soukka · 
Kaitaa · 
Finnoo · 
Matinkylä ·
Niittykumpu ·
Urheilupuisto ·
Tapiola ·
Aalto-yliopisto ·
Keilaniemi ·
Koivusaari ·
Lauttasaari ·
Ruoholahti ·
Kamppi ·
Rautatientori ·
Helsingin yliopisto ·
Hakaniemi ·
Sörnäinen ·
Kalasatama ·
Kulosaari ·
Herttoniemi ·
Siilitie · 
Itäkeskus
Noordelijke tak:
Myllypuro ·
Kontula ·
Mellunmäki
Oostelijke tak:
Puotila ·
Rastila ·
Vuosaari